# C/2017 E2 (Tsuchinshan)
C/2017 E2 (Tsuchinshan) — одна з комет типу комети Галлея. Відкрита 1 березня 2017 року; була 19.7m на час відкриття.